# Metałurh-2 Donieck
Metałurh-2 Donieck (ukr. Футбольний клуб «Металург-2» Донецьк, Futbolnyj Kłub "Metałurh-2" Donećk) – ukraiński klub piłkarski z siedzibą w Doniecku. Jest drugim zespołem klubu Metałurh Donieck. Status profesjonalny otrzymał w roku 1997.
Zgodnie z regulaminem klub nie może awansować do ligi, w której już gra I zespół klubu, oraz nie może występować w rozgrywkach Pucharu Ukrainy. 
W sezonie 1997/1998 oraz w latach 2001—2004 występował w rozgrywkach ukraińskiej Drugiej Lihi.
Obecnie występuje jako klub dublerów Metałurh Donieck.

## Historia
Chronologia nazw:
- 1997—2004: Metałurh-2 Donieck (ukr. «Металург-2» Донецьк)

W 1997 roku zgłosił się do rozgrywek w Drugiej Lidze i otrzymał status profesjonalny.
Od sezonu 1997/98 występował w Drugiej Lidze. Po zakończeniu sezonu klub zrezygnował z dalszych rozgrywek i został pozbawiony statusu profesjonalnego.
W 2001 roku klub ponownie zgłosił się do rozgrywek w Drugiej Lidze i otrzymał status profesjonalny.
Od sezonu 2001/02 klub występował w Drugiej Lidze. 
Po sezonie 2003/04 Metałurh-2 Donieck zrezygnował z występów, kiedy wprowadzono turniej dublerów. Drugi zespół występuje jako klub dublerów Metałurh Donieck.

## Sukcesy
- 3 miejsce w Drugiej Lidze (1 x):

2001/02

## Inne
- Metałurh Donieck